# خژانشچتسه
خژانشچتسه (به لهستانی:  Chrząszczyce) یک روستا در لهستان است که در گمینا پروشکوو واقع شده‌است.